# Pignano
Pignano è una località del comune di Volterra, in provincia di Pisa, Toscana.

## Geografia fisica
Il borgo lo si raggiunge dalla strada provinciale 62 che da Montemiccioli sale verso nord in direzione di Gambassi Terme ed è situato nel punto in cui ha origine il torrente Era Viva, uno dei due corsi d'acqua che dà origine al fiume Era.

## Storia
Pignano nacque come borgo fortificato con castello in epoca alto-medievale e fu proprietà del conte Ranieri del fu Ugolino dei Pannocchieschi, prima che questi, ormai residente a Travale, lo cedette al vescovo di Volterra con atto del 19 gennaio 1139. La sua pieve, intitolata a Bartolomeo apostolo, è citata nelle rationes decimarum del 1275. Nel 1302 il borgo lo si ritrova scritto anche con la grafia di Vipignano o Vipiano. Al tempo del sinodo volterrano del 1356, la pieve di Pignano aveva sotto di sé sette chiese succursali: San Giovanni d'Ariano, San Lorenzo di Cellole, Santi Ippolito e Cassiano a Sensano, Santi Jacopo e Cristofano a Spicchiaiola, San Vittore a Castro Populi e la chiesa di Lippiano.
Il borgo fu poi conteso tra Volterra e i nobili Belforti nel 1361. Nel 1421 è documentato a Pignano un pievano di nome Matteo di Giovanni Rucetti, che fu canonico del duomo di Firenze e del duomo di Volterra.
Il borgo di Pignano è richiamato nella carta geografica dell’Etruria presente nella Galleria delle Carte Geografiche nei musei vaticani, a testimonianza della sua rilevanza alla fine del 1500.
Pignano fu frazione del comune di Volterra fino al 1961, venendo poi declassato a località dal censimento successivo. Nel suo territorio erano compresi i borghi di Ariano, Montemiccioli, Sant'Anastasio e Spicchiaiola: oggi ricadono tutti sotto Montemiccioli, che ha ereditato da Pignano lo status di frazione.

## Monumenti e luoghi d'interesse
Al centro del borgo si trova la pieve di San Bartolomeo Apostolo, in stile romanico risalente ad un periodo tra l'XI e il XII secolo.
Due sono i nuclei storici che costituiscono il borgo: la fattoria di Ponente, composta dalla villa residenziale e da alcuni casolari agricoli, alla quale si accede da un piccolo arco della cinta muraria merlata; e la fattoria di Levante, posta sul lato orientale delle mura e di minore interesse architettonico.
La località è servita da un proprio cimitero oggi diroccato anche se ben visibile.